# Вересоч (Чернігівський район)
Вересо́ч — село в Україні, у Куликівській селищній громаді Чернігівського району Чернігівської області. Населення становить 676 осіб. До 2017 орган місцевого самоврядування — Вересоцька сільська рада.
Село засновано 1627 року на території Київського воєводства Речі Посполитої.

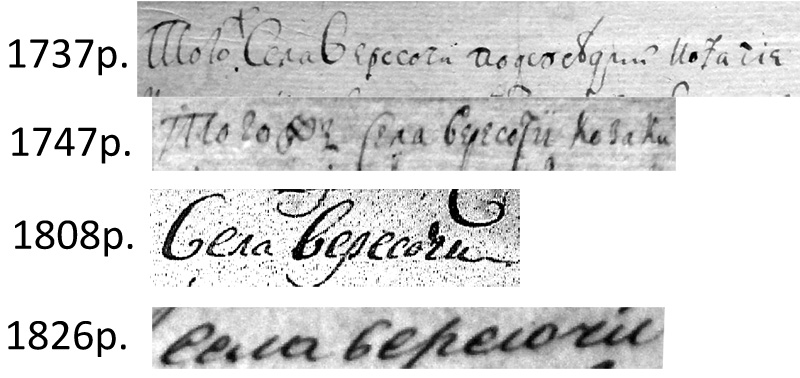
Село Вересоч скрізь віки

## Географія
Через село протікає річка Вересоч, яку місцеві жителі називають Смолянкою. Її витоки розташовані біля села Орлівка. Через 50 км вона впадає в Десну біля села Хибалівка. Єдиною притокою Смолянки є річка Багачка, яка бере свій початок біля Вертіївки. Але ж за офіційними документами (і нинішніми, і давніми) ця річка носить назву Вересоч, і залишається загадкою: хто кому дав назву чи річка селу, чи село річці? На березі річки були буйні зарості вічнозеленої кущової рослини — вересу. Мабуть, ще в старовинні часи місцеві жителі поклонялись йому. Тому найбільш імовірно, що назва села Вересоч походить від цієї чудодійної рослини.

## Археологія
Археологами з Чернігівського педагогічного університету на території села були знайдені кістки мамонта. Це свідчить, що на території села ще в палеоліті були стоянки мисливців. Типова стоянка була відкрита видатним українським археологом Вовком 100 років тому в селі Мезин Коропського району. Там були знайдені житла людей, зроблені з кісток мамонта, покритими шкурами. Вони відносились до верхнього періоду палеоліту, епохи солютре. Це приблизно 18 тисяч років до нашої ери. Це період останнього осташківського (вюрмського) зледеніння.

## Історія
Історично Вересоч — відмінюється як іменник жіночого роду. Тобто Вересоч, з/до Вересочі. Деякі старожили також вживають Вересочи.
Приклади написання староукраїнською в ревізіях Гетьманщини (ЦДІАК України, фонд Генеральної військової канцелярії)
1737 рік: того ж сεла Вεрεсочи подсɤсѣдки коƶачіε (ф.51., оп.3, спр.19371)
1747 рік: того жъ сεла Вεрεсочи козаки (ф.51. оп.3, спр.19344)
Періоду імперії в церковних документах, коли священиками були місцеві з Чернігівщини (рід Бордоносів) — зі сповідних розписів (Держ.архів Чернігівської області ф.679)
1808 рік: села Вересочи
1828 рік: села Вересочи
У часи СРСР офіційна влада поширювала легенду, що буцімто село Вересоч заснували козаки сотника Вереса, які йшли 1654 від присяги московському цареві. Вони збудували на території села козацьке укріплення — січ. Вважалося, що село раніше називалося Вересіч. Навіть наприкінці 19 століття залізнична станція іменувалася Вересіч. Але ще на початку XVII століття і пізніше в документах село називалось Вересоч. Це підтверджують і зібрані в середині XIX століття фольклорні матеріали. Зокрема, побутували перекази: «Переїхав міст у Вересочі — можеш їхать, куди хочеш», або «Ти такий поганий, як вересоцька гребля».
Чернігівський, Київський і Переяславський князі Святослав, Ізяслав, Всеволод 1060 стали наймати для охорони південних рубежів кочівників або ковуїв. Це були торки, чорні клобуки (кора-колпаки), берендеї, хозари. Так, на території сучасної Куликівщини вони були поселені в районі Ковчина та майбутнього села Вересоч. У нинішньому селі від їх поселення залишився топонім Козаровщина.

### Заснування села
Одна з перших польських доріг воєводського значення — це Ніжин-Чернігів, яка йшла на північ через Вертіївку. 1625 був зведений міст через річки Смолянку, Горбів та, власне, Вересоч. Отож поява села на такому важливому шляху стало справою часу.
Село Вересоч засновано 1627 року на території Чернігівського князівства Речі Посполитої зусиллями панів Василя та Павла Солтиків — відомих організаторів мережі населених пунктів на звільнених від Москвовії землях Чернігово-Сіверщини.
| У такий спосіб до початку Смоленської війни навколо Ніжина виникає низка сіл, містечок і укріплених городищ, які стали центрами подальшої колонізації регіону. |
1636 село Вересоч передане до складу новоутвореного Чернігівського воєводства (воєводою призначено Мартина Калиновського), а саме село стало центром Вересоцької округи. Згідно з адміністративним поділом, все воєводство ділилося на два повіти — Чернігівський і Новгородський (Сіверський). Чернігівський повіт ділився на округи: Городенський, Седнівський, Чернігівський, Слабинський, Менський, Борзнянський, Ніжинський і Вересоцький.
Згідно подимного 1638 року Вересоч — село Чернігівського воєводства у власності Солтиків.
Нині село поділяється на декілька якби мікрорайонів, кожний з яких має свій мікротопонім: Центр — від Хрещика до кладовища (до центру примикають дві густозаселенні вулички — Сокірня та Попівка), Веселий хутір, Загребля, Жуківський шлях, Дуричанівка, Лози, Глинки, Ткачівка і Станція.
Мабуть, село засновувалося за хутірською схемою, як й інші козацькі поселення в різних реґіонах України, а з часом ці хутори розросталися, розбудовувалися і злилися в одне село, а хутірські назви-мікротопоніми збереглися. Назви хуторів походили найчастіше від прізвищ засновників (Дурицький — Дуричанівка), природних особливостей (Лози, Загребля), професій поселенців (Ткачівка, Сокірня). Ці мікротопоніми збереглися донині.

### Вересоцький округРечі Посполитої
Вересоцький округ був майже в два рази більший, ніж сучасний Куликівський район. Його площа була близько 350 кв. миль і охоплювала, крім Куликівського, частини сучасних Ніжинського, Менського і Борзнянського районів. Невідомо, скільки «димів» або дворів на той час було у Вересочі. Але коли в 1654 році посли московського царя приймали присягу на вірність, то в своїх записках вони називали Вересоч або великим багатим селом, або містечком, у якому було 150 дворів козаків і міщан.
На карті французького інженера-фортифікатора Г. Л. де Боплана, яку він склав у 20-30 роках XVII ст., Вересоч була як велике село чи містечко. Боплан залишив також цінні записки про Україну першої половини XVII століття. Хто ж був Боплан? Як спеціаліст з побудови модифікацій фортець, він був запрошений на службу польським королем. Боплан з симпатією ставився до українського народу, але він мусив робити те, що йому наказували. За розпорядженням коронного гетьмана Речі Посполитої С.Конєцпольського він збудував на початку Дніпрових порогів фортецю Кодак, яка за тодішніми оцінками була неприступною. Фортеця Кодак перекривала головні шляхи руху козаків до Запорозької Січі. Конєцпольський, привівши реєстрових козаків до фортеці, бундючно заявив: «Ось дивіться, ця фортеця, збудована людськими руками, неприступна». Йому відповів сотник реєстрових козаків Богдан Хмельницький латинською приказкою: «Людськими руками зроблено, людськими руками й руйнується». Вже незабаром запорозькі козаки під командуванням Івана Сулими штурмом взяли фортецю і вибили ввесь гарнізон в 1635 році. Вересоч на той час була багатим містечком. Ніжинський війт Васюжинський претендував на Хибалівку, яка була важливим місцем торгового шляху з Вересочі через Десну.

### Гетьманат (Військо Запорозьке Городове)
З 1649 року Вересоч містечко Ніжинського полку — територіально-адміністративної та військової одиниці новопосталого Гетьманату. На певний час Вересоч входила до складу недовговічного Борзенського полку, а також Чернігівського.
Вересоцькі козаки вже в часи Гетьмана Іоанна Самойловича належали до Третьої полкової сотні Ніжинського полку. Довгий час значними площами у Вересочі володіли ніжинські полковники Барсук, Жураківський, Забіла — це були рангові землі або ліси. З 1694 року гетьман Іван Мазепа передав село ніжинському полковому писарю Івану Пироцькому, спадкоємці якого володіли основним земельним фондом Вересочі до остаточної інкорпорації Гетьманщини до Російської імперії 1782 року та зберегли позиції і після.
Господарство
В містечку розвивались ремесла. Ремісники однієї спеціальності селилися поруч, утворюючи цехи. Досі в селі збереглися назви кутків за спеціальностями ремісників. Це Сокирня, де виготовляли металеві речі з заліза, зробленого з болотної руди. В селі було багато прізвищ Коваленки. Другим кутком є Ткачівка, де колись з льону і конопель ткали полотна на продаж. Один з кутків села називається Лози. Тут ремісники виготовляли корзини, кошики, коші, колиски. На кутку, який носить назву Глинки і який славився хорошими сортами глини, виробляли цеглу — сирівку для облаштування печей і різноманітний глиняний посуд.
У вересоцькому дворі жила типова для України XVII—XIX століття велика сім'я. В неї входили діди, батьки, сини з сім'ями. А середня сім'я на той час становила 8-10 чоловік. На чолі сім'ї стояв батько, влада якого над сім'єю була дуже велика. Він керував роботами синів. Без великої сім'ї було важко, неможливо обробляти землю, осушувати її та розчищати від чагарників. Велика сім'я також захищала межі своїх земельних володінь, дуже часто лаючись і навіть б'ючись із сусідами. Сінокоси і пасовища в містечку були спільними, але більшість угідь мала власників. Досі у селі є топоніми, які відображають імена власників: Носальова левада, Приймачкова долина, Супуркове і Шеметунове болота, Шкарупине. На той час у селі була П'ятницька дерев'яна церква, яка теж мала землю та інші угіддя. Досі зберігся топонім Попове болото.
Козаки і міщани займались рільництвом, розводили велику рогату худобу, коней, овець. Про це свідчать наявність до десятка вітряків, які були в селі. На них перемелювали, в основному, жито. Пшеницю сіяли рідше. Перемелювали також багато гречки. Переробляли на крупу просо і гречку. Вирощували соняшник, б'ючи з нього олію. Так само з лляного насіння теж били олію. У Вересочі була невелика торговиця, на яку приїжджали жителі навколишніх сіл.
Вересоцькі ремісники пропонували на ній полотна з льону та конопель, вироби з лози і глини. Крім того, ковалі продавали сокири і інше сільськогосподарське знаряддя. Вони виробляли для козацтва і деякі види холодної зброї: бойові молоти-келепи, ножіколодачі та наконечники для списів. Лимарі пропонували упряж для коней. Вироби вересоцьких ремісників та продукти землеробства вивозились на ринки Ніжина та Чернігова.
Важливими предметами торгівлі були дьоготь і деревне вугілля. Дьоготь використовували для обробки взуття, вироблення коломазі. Часто його застосовували як ліки. Досі у селі є топонім, який називається Дьогтярня. Деревне вугілля випалювали в лісі, у так званих Скрипчиних ямах. Воно використовувалось в кузнях, домницях та для виробництва різних видів димних порохів.
Тому в 30-40 роках XVII століття Вересоч була людним, багатим козацьким містечком. Це підтверджується наступним: коли чернігівські землі відійшли в 1618 до Польщі, то в 1636 році було утворене Чернігівське воєводство, у якому був Вересоцький округ. Вересоч згадується в документах посольства, яке приймало присягу на вірність московському цареві в 1654 році, як містечко з повітом. У Вересочі тоді було 150 дворів, козаків та міщан. У селі була дерев'яна П'ятницька церква. Пізніше на її місці у 1885 році була збудована Троїцька церква.
Як згадують тогочасні джерела на вересоцьких землях вирощували у великій кількості льон. Через село проходив шлях з гетьманської столиці Батурина на полковий Чернігів.

### Російська імперія
1782 у Вересочі Московія скасувала сотенне та курінне управління за запровадила повітове. Вересоч передана до складу Ніжинського повіту.
А в 19 ст. з Чернігова через Вересоч на Ніжин і далі на Південь йшов поштовий тракт, яким через село проїжджали, між іншим, Тарас Шевченко та Леонід Глібов.
Після селянської реформи 1861, селяни Вересочі, У той же час на один козацький двір Вересочі припадало 9,5 десятин землі, а на один селянський — 1,3 десятини.
В кінці 19 ст. в Україні був демографічний бум, який теж торкнувся Вересочі. В 1897 в селі вже було 490 дворів і населення 3005 чоловік. (після злочинів комуністичної адміністрації кількість дворів на 1967 рік зменшилася до 371-го).
Освіта
При церкві ще з козацьких часів у селі Вересоч існувала школа, де навчались діти священно- та церковнослужителів. Попри міф про високу освіченість населення Гетьманщини, місцеві козаки вкрай рідко залишали власні підписи на документах.
У 1876 році в селі відкрита міністерська школа I ступеня, а у 1880 році була створена земська російськомовна школа.
В 1909 році в селі було народне училище, у якому навчалось хлопчиків 92, дівчаток 4. В училищі працювало 3 вчителі. Навчальних посібників було 48 на суму 13 крб. 25 коп., а в бібліотеці було 275 книг. Багато жителів села були мобілізовані у царську армію і з 1914 року брали участь у I світовій війні, яка загострила всі суперечності в Україні. Тому в березні 1917 році в Україні відбулась національно-демократична революція, село увійшло до складу УНР. За період 1918—1919 року встигло побувати під різними урядами, поки наприкінці 1919 року не затвердилась радянсько-бльшовицька влада.
В 1919 в селі запроваджено семирічне навчання дітей. Згодом, коли комуністи вирішили щільніше контролювати середню освіту, за проектом вересоцького вчителя Вітра 1932 року розпочинається будівництво нової так званої «Червоної школи». Проте до її відкриття більшість дітей не дожило — їх убили голодом під час акції геноциду українського народу, проведеного окупаційним урядом СРСР 1932—1933. Тож 1936 у нову школу пішло лише 450 учнів — замість орієнтовних тисячі.
Паралельно з новою працює стара школа, яка дає освіту іще 450 чоловікам.
Після війни 1941—1945 років Вересоцьку середню школу очолювали Харченко Іван Захарович, Тур Іван Григорович, Баглай Іван Петрович, Кантур Іван Трохимович.

### Голодомор у Вересочі
В 1929 в селі примусово організовано артіль «Червоний партизан». А потім почалась ґвалтовна колективізація, з застосуванням військ та персонального терору. На 1933 окупаційна більшовицька влада контролювала усе їстівне у селі. Паралельно тривало так зване масове розкуркулювання. Частина селян, щоб не потрапити у сталінські тюрми або на будівництво каналів, де гинули масово люди, втікали на Кубань, Донбас та навіть Далекий Схід. Інші розпродували чи вирізали худобу, продавали чи кидали хати. Із сім'ями виїжджали у міста на новобудови. З 1936 року в селі почалися точкові політичні переслідування, які проводили руками банд НКВС СРСР. Її жертвами стали вчителі, але навіть активісти комуністичного колгоспу. Більшість загинули у сталінських ГУЛАГах (або як їх називали у селі «кулаги»).

### Друга світова війна
Для вересочан війна почалась де-факто з вересня 1939 року, з походу РСЧА в Польщу. Продовжилась протягом Зимової війни з Фінляндією.
А 22 червня 1941 почалася війна недавніх союзників — Німеччини та СРСР.
8 вересня 1941 село перейшло під контроль німецьких військ. Почалася люстрація осіб, причетних до організації Голодомору та грабунків приватних господарств у період сталінізму. Частина злочинців-комуністів та їх агентів активістів-комсомольців була розстріляна просто у Вересочі. Водночас православним вірним повернули церкву, де відновилися богослужіння. Люди вільно відзначали двунадесяті свята, найбільше Великдень. Тоді як у сталінські часи їх у ці дні виганяли на роботу в колгосп. Також старостатство Вересочі частково провело реституцію майна селянам, яких пограбували комуністи протягом 1929—1941 року. Загалом же методи економічного господарювання нацистів були багато в чому схожі з радянськими і все закінчилося перейменуванням колгоспів на сільськогосподарські товариства  Як і на решті окупованої території, німецька адміністрація в добровільно-примусовому порядку вивозила молодь на роботу до Німеччини.
В перший рік окупації жителі села не прагнули вступати до підпілля, куди потрапляли, у першу чергу люди пов'язані з ВКП(б) та комсомолом. Зокрема керівником вересоцького підпілля (за спогадами Коношевича) був комсомолець Петро Острицький. Та якісь відчутні активні дії підпілля та партизани почали робити лише з наближенням фронту в 1943 році. Нечипоренко Г. М. та Хлипа Х. Х. — були в партизанському загоні — «За Батьківщину». Григорій Ничипоренко був підісланий у село для диверсії, партизани під його командуванням підірвали залізничний міст на трасі Чернігів-Ніжин.
Восени 1943 року під час Чернігівсько-Прип'ятської операції село було звільнене від німецьких військ 148 стрілецькою дивізією, Веніг Б. Л., що воював в її складі, згадує про це в своїй книзі «От Волги до Праги», за його спогадами під селом частини 148 сд, а саме два дивізіони 326 артполку та батальйон 654 сп перерізала дорогу відступаючій колоні німців і захопила серед трофеїв втч 155 мм гаубиці.
Війна продовжувалась і кількасот жителів села мобілізованих до лав РСЧА так і не повернулись додому.

### Післявоєнні часи
1950 в єдиний колгосп ім. Т. Г. Шевченка. У 1960-тих відбулася відносна стабілізація економічного розвитку, оскільки влада припинила вигрібати усі ресурси з колгоспів.
У 1945 році Вересоцька школа отримала статус середньої. У післявоєнні роки директорами школи працювали Харченко Іван Захарович, Тур Іван Григорович, Бакай Іван Петрович, Кантур Іван Трохимович. У 1964 педколектив складається із 58 учителів, учнівський колектив нараховує 886 учнів; навчання проводиться у дві зміни, утримується кролеферма, пасіка, шкільний кінь. 1963 −1969 роки були особливими у життєдіяльності школи та села. Про рівень знань учнів говорили їх перемоги на олімпіадах. Танцювальний колектив під керівництвом Шостак Ганни Демидівни виступав на столичних сценах, а дует у складі Заєць Ольги Павлівни та Сахно Тамари Олексіївни був призначений для вступу у концерті привітання учасників 21 партійного з'їзду у Москві.
У седі Вересоч, як і в  інших селах, є різні родини з одним і тим же прізвищем. Тому,  мабуть, для більш точної ідентифікації родини, виникли мікротопонвми. Пояснити їх походження і зміст нині неможливо.

### Сучасний стан
У селі Вересоч проведено ряд змін: газифікація села, зроблена електрифікація лінії «Чернігів — Ніжин» через залізничну станцію Вересоч.
У Вересочі люди продовжують давню традицію землеробства та скотарства. Багато сімей мають угіддя та велику рогату худобу, також з'являється все більше фермерських колективів.
Вже стало доброю традицією відмічати день села на свято «Трійця».
11 січня 2013 року було освячено храм у Вересоцькому Лаврентіївському жіночому монастирі.
На 01.01.2015 р. у селі проживає 849 осіб.
12 червня 2020 року, відповідно до розпорядження Кабінету Міністрів України № 730-р «Про визначення адміністративних центрів та затвердження територій територіальних громад Чернігівської області», село увійшло до складу Куликівської селищної громади.
19 липня 2020 року, в результаті адміністративно-територіальної реформи та ліквідації Куликівського району, село увійшло до складу новоствореного Чернігівського району.

## Населення

### Мова
Розподіл населення за рідною мовою за даними перепису 2001 року:
| Мова       | Кількість | Відсоток |
| ---------- | --------- | -------- |
| українська | 1105      | 98.57%   |
| російська  | 14        | 1.25%    |
| румунська  | 2         | 0.18%    |
| Усього     | 1121      | 100%     |

## Уродженці села
- Мурашко Василь Опанасович — (6 березня 1894 року) — військовий льотчик Армії УНР, командир Київського авіаційного загону Повітряного флоту УНР;
- Пасько Володимир Феодосійович (27 січня 1976 року) — український економіко-географ, кандидат географічних наук, доцент Київського національного університету імені Тараса Шевченка;
- Пашина Наталія Прокопівна — заступник голови державного казначейства України;
- Дашкевич Михайло Павлович — український дипломат, Перший Надзвичайний і Повноважний Посол України в Японії та Алжирі.
- Давиденко Володимир Маркович — кандидат біологічних наук, автор понад 600 підручників, посібників, довідників, монографій, статей.
- Давиденко Микола Маркович — доктор геолого-мінералогічних наук; вчений геолог та еколог, професор ЮНЕСКО;
- Городок Світлана Петрівна — чемпіон параолімпійських ігор з легкої атлетики;
- Демиденко Федосій Тимофійович — господарський, державний і громадський діяч;
- Зеленський Михайло Петрович — педагог, механік, громадський діяч
- Іваненко Юрій Миколайович — чемпіон тайського боксу;
- Лівенко (Мурашко) Людмила Миколаївна — директор Дроздівської школи, відмінник освіти, поетеса та член спілки письменників України;
- Бабенко Людмила Несторівна — лауреат премії ім. Шевченка;
- Бабенко Надія Несторівна — художник декоративного мистецтва у галузі художнього ткацтва;
- Каращук Катерина Семенівна — заслужений майстер народної творчості;
- Калініченко Юрій — дипломат, перекладач з французької мови
- Буй Катерина Федосіївна — довгий час працювала редактором районної газети «Поліська правда»;
- Глушко Михайло Дмитрович — працював головою Куликівської райдержадміністрації;
- Казимір Лариса Сергіївна — начальник відділу освіти Куликівської райдержадміністрації;
- Примак Федосій Михайлових — заслужений тренер України з лижних гонок;
- Дусь Володимир Миколайович — кандидат технічних наук;
- Яценко Анатолій Іванович — відомий астроном;
- Ярешко Анатолій Григорович — доктор медичних наук, професор, завідувач кафедри фтизіатрії Української медичної стоматологічної академії, з 1986 р;
- Заєць-Садовнича Валентина Демидівна — начальник бюро експлуатації і ремонту заводу «Сатурн» (м. Київ)

## Спорт
Футбольна команда Вересочі була найкращою в області, виборола 5 кубків.
У 1980 випускаються останні в історії школи паралельні класи: А і Б. Газифікацію та ком п'ютеризацію Вересоцької школи провели у 1998—2003 роках. На початку 2000-х у школі навчалося 106 учнів, педагогічний колектив нараховував 19 учителів. Директор школи — Демиденко Ольга Миколаївна. Станом на 2018 рік в школі навчається 35 дітей із 3 навколишніх сіл, дітей до школи возить шкільний автобус.

## Вересоч у художніх творах
Село Вересоч згадується в гуморесці «Теорія без практики» Остапа Вишні.   
Скінчив, значить, прекрасний юнак Чернігівський агрономічно-індустріальний технікум, агрономічний його відділ.
Скінчив і їде, наприклад, у Вересоч.

## Галерея

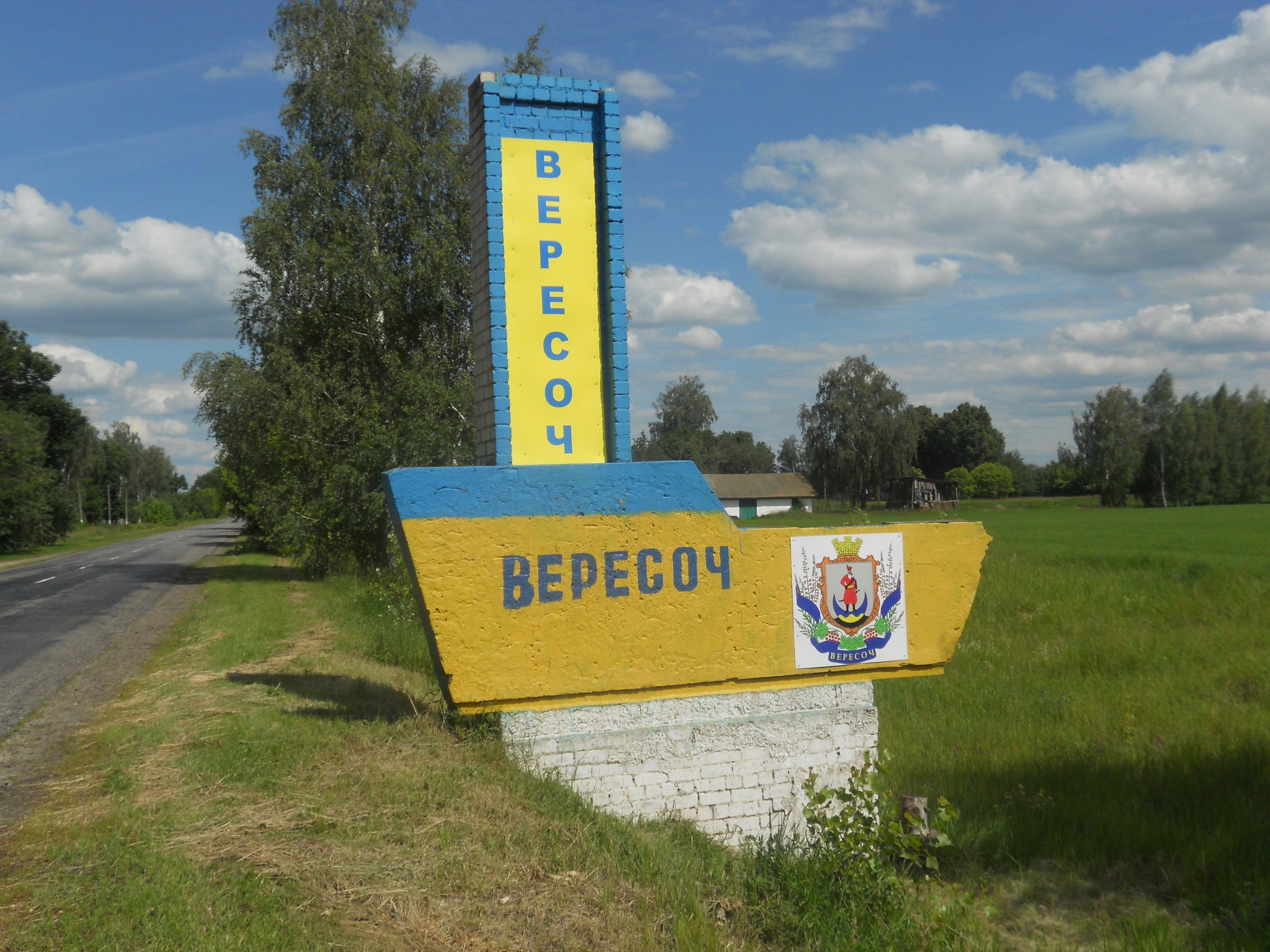
В'їзд до села з боку Жуківки
Сільрада
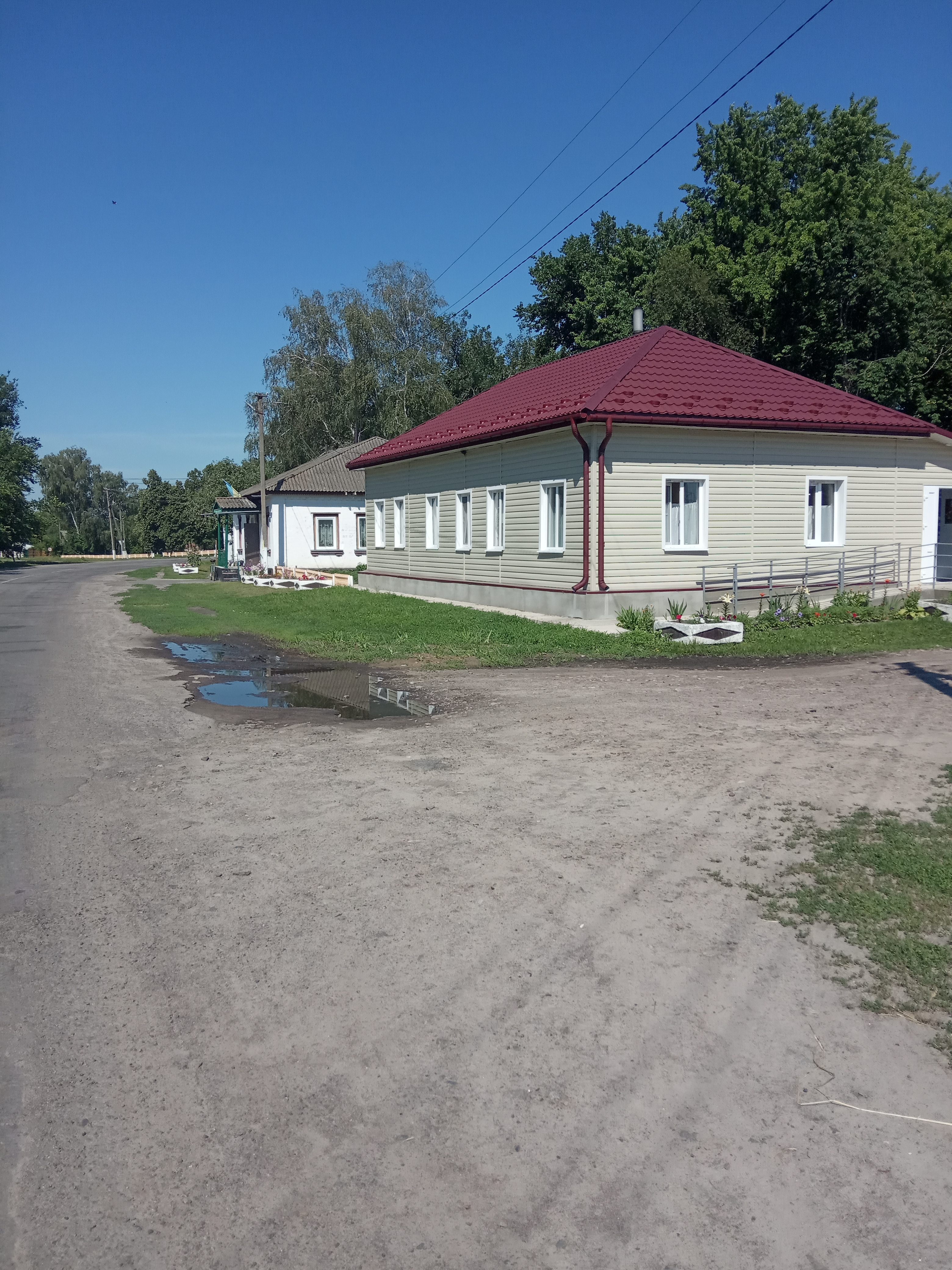
Медпункт у 2020 році
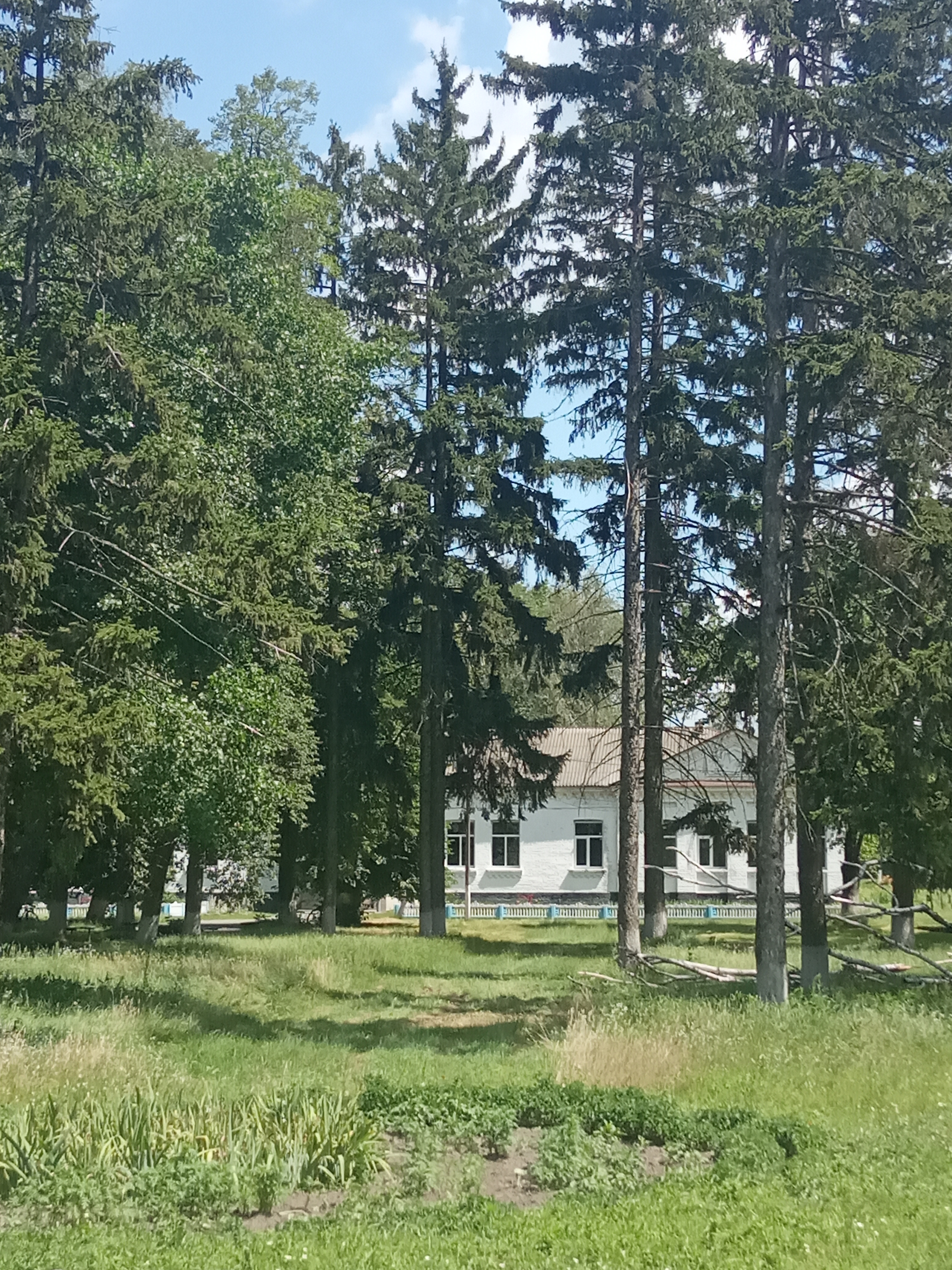
Школа
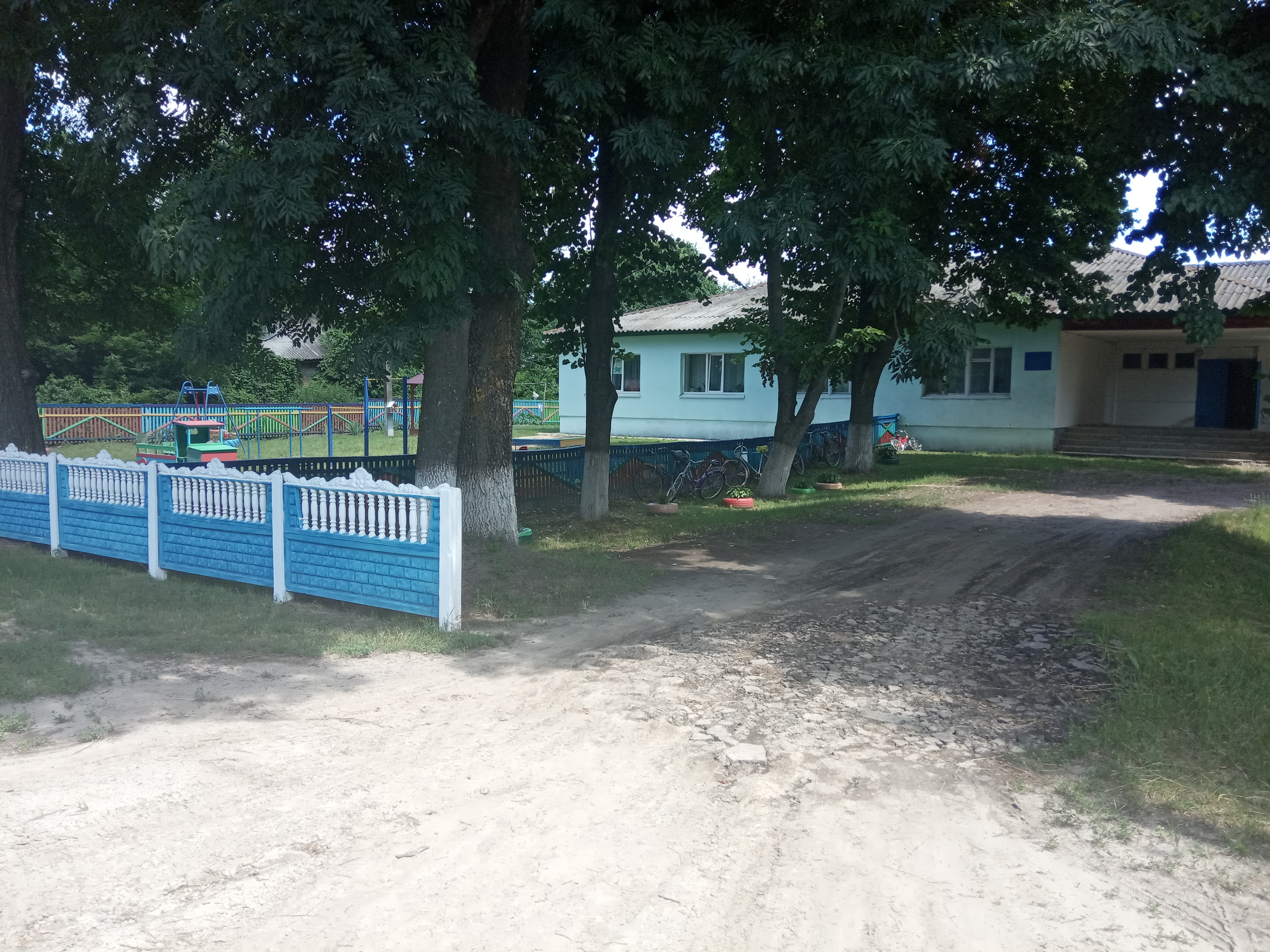
Дитсадок
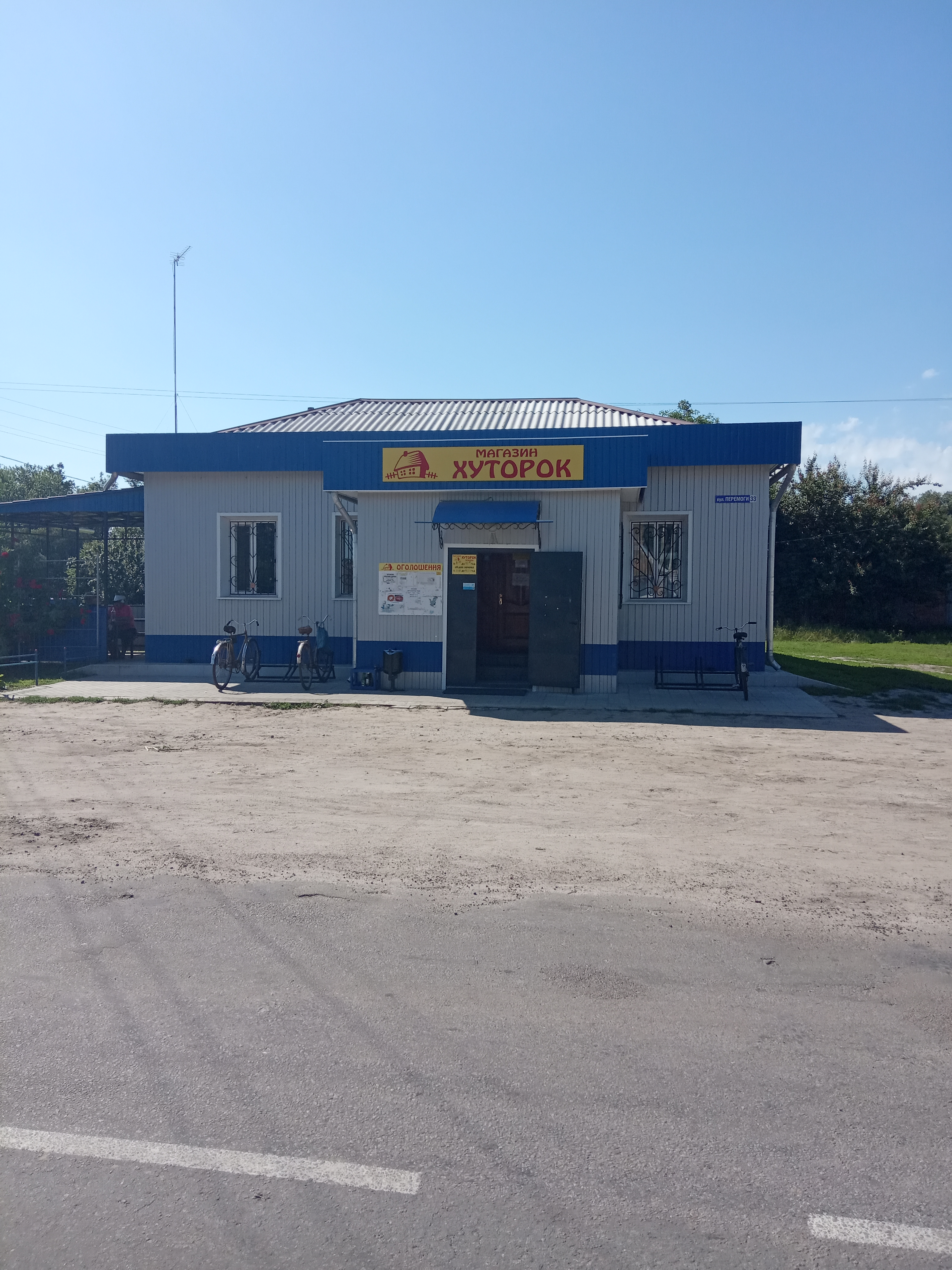
Магазин Хуторок
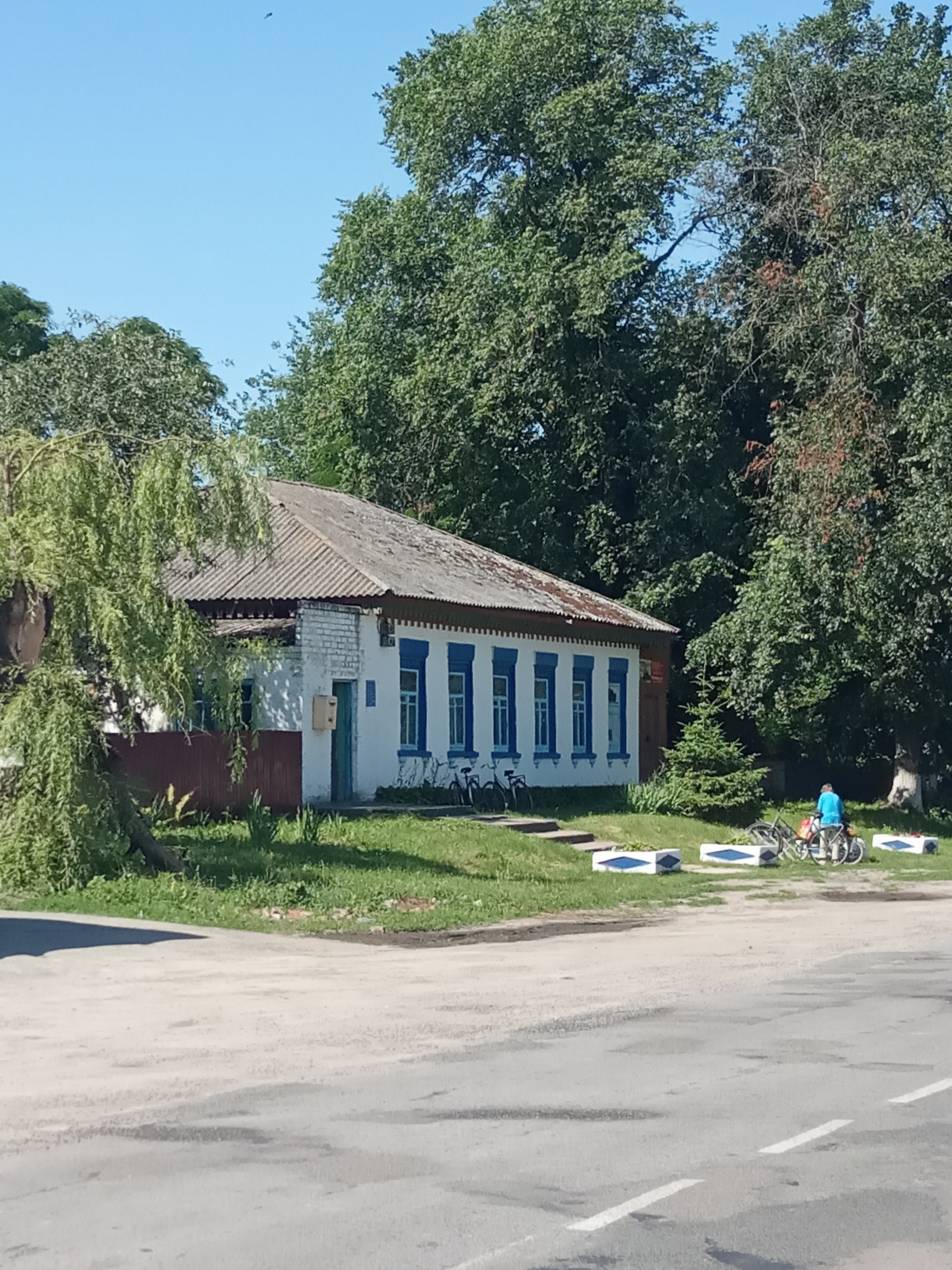
Пошта
Вересоч пам’ятник солдатам
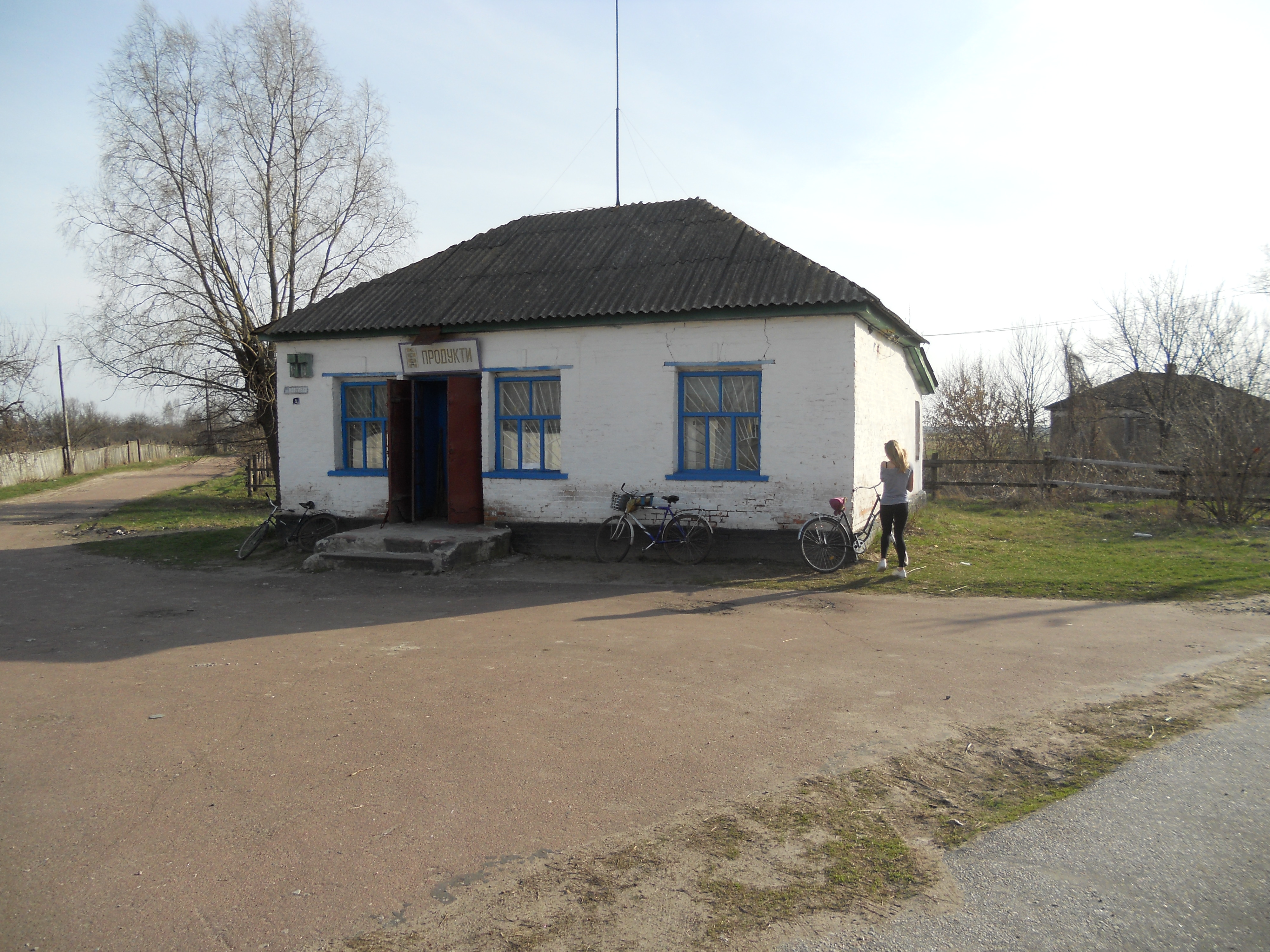
магазинчик
храм
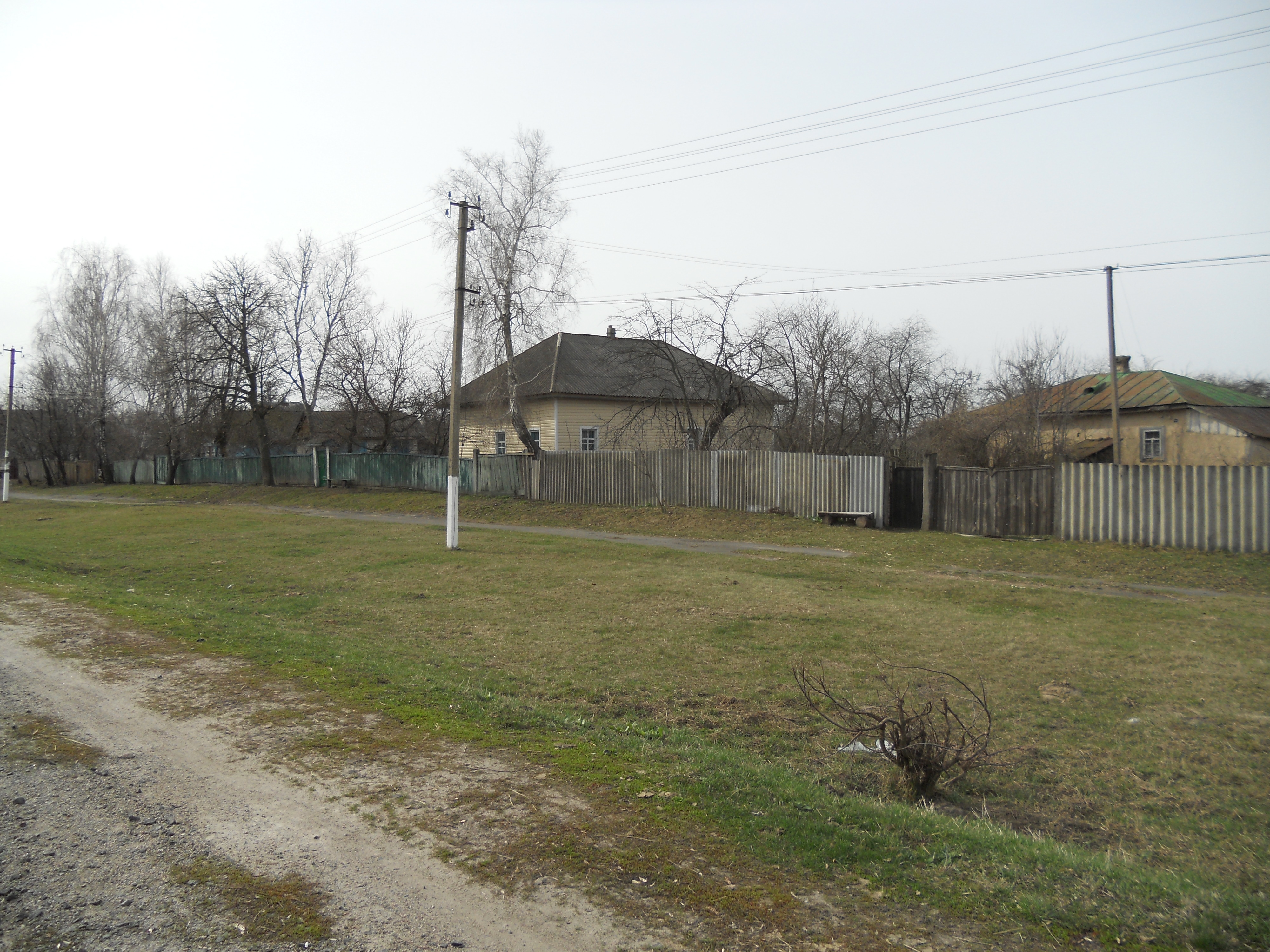
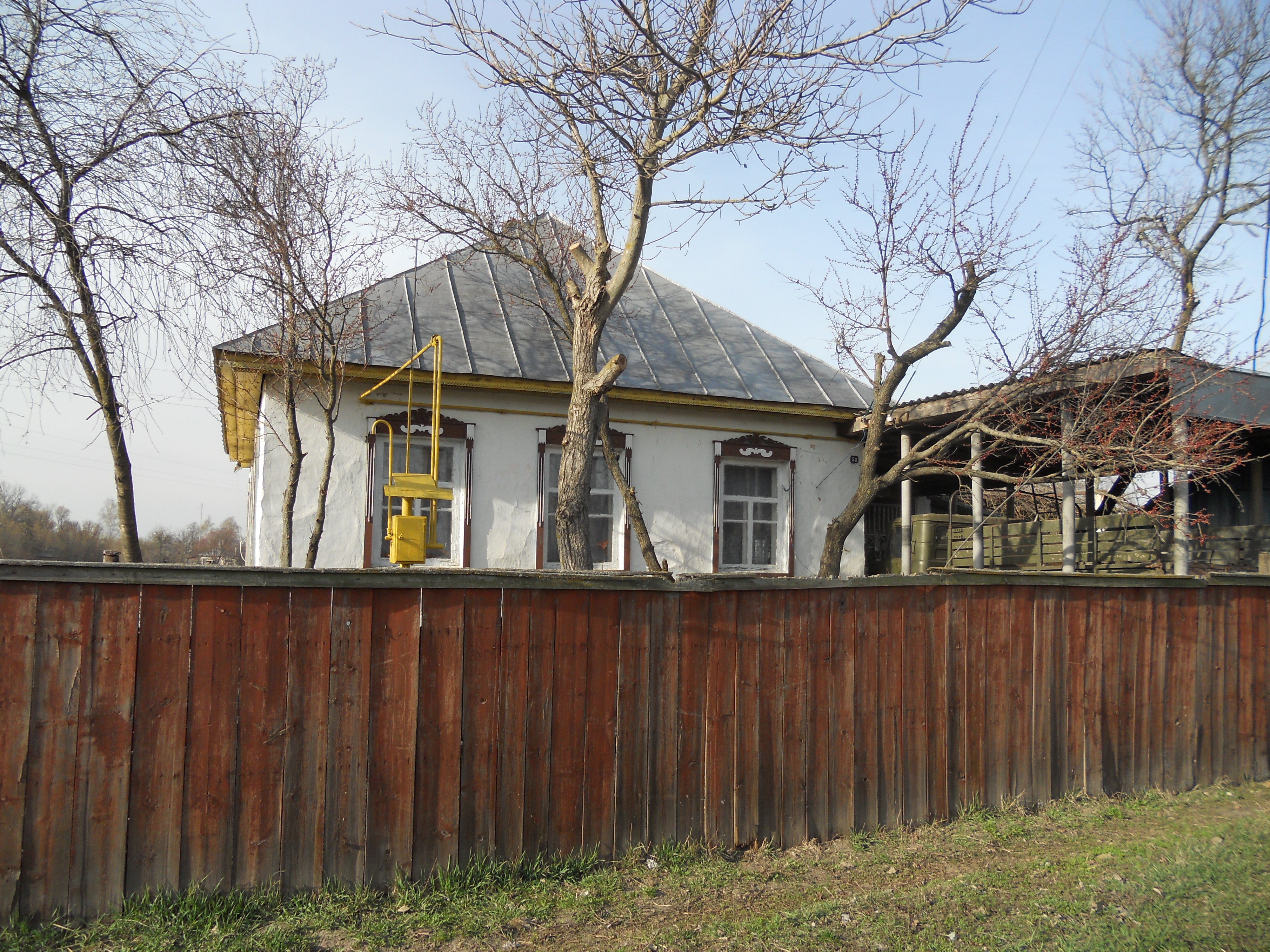
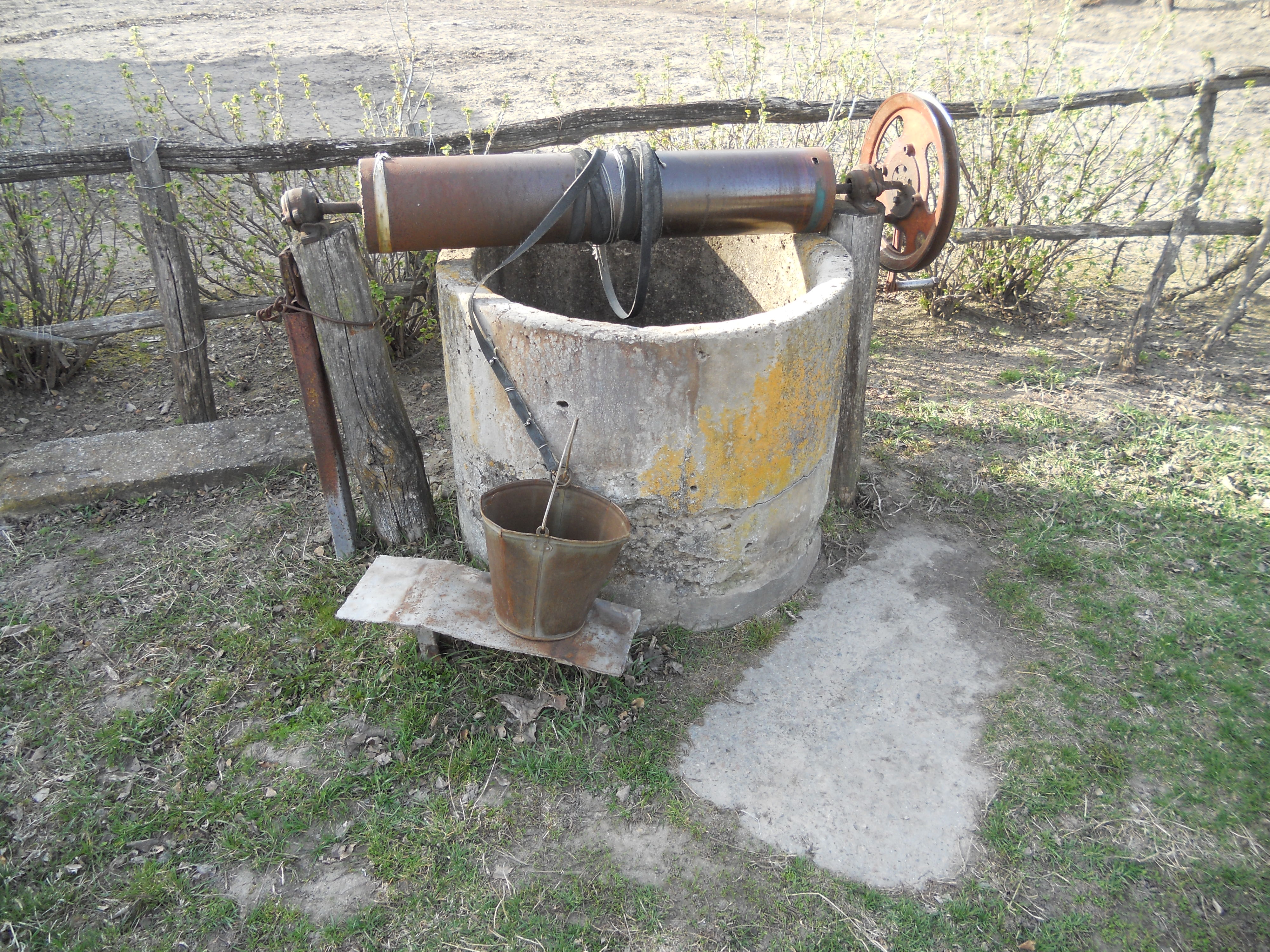
криниця
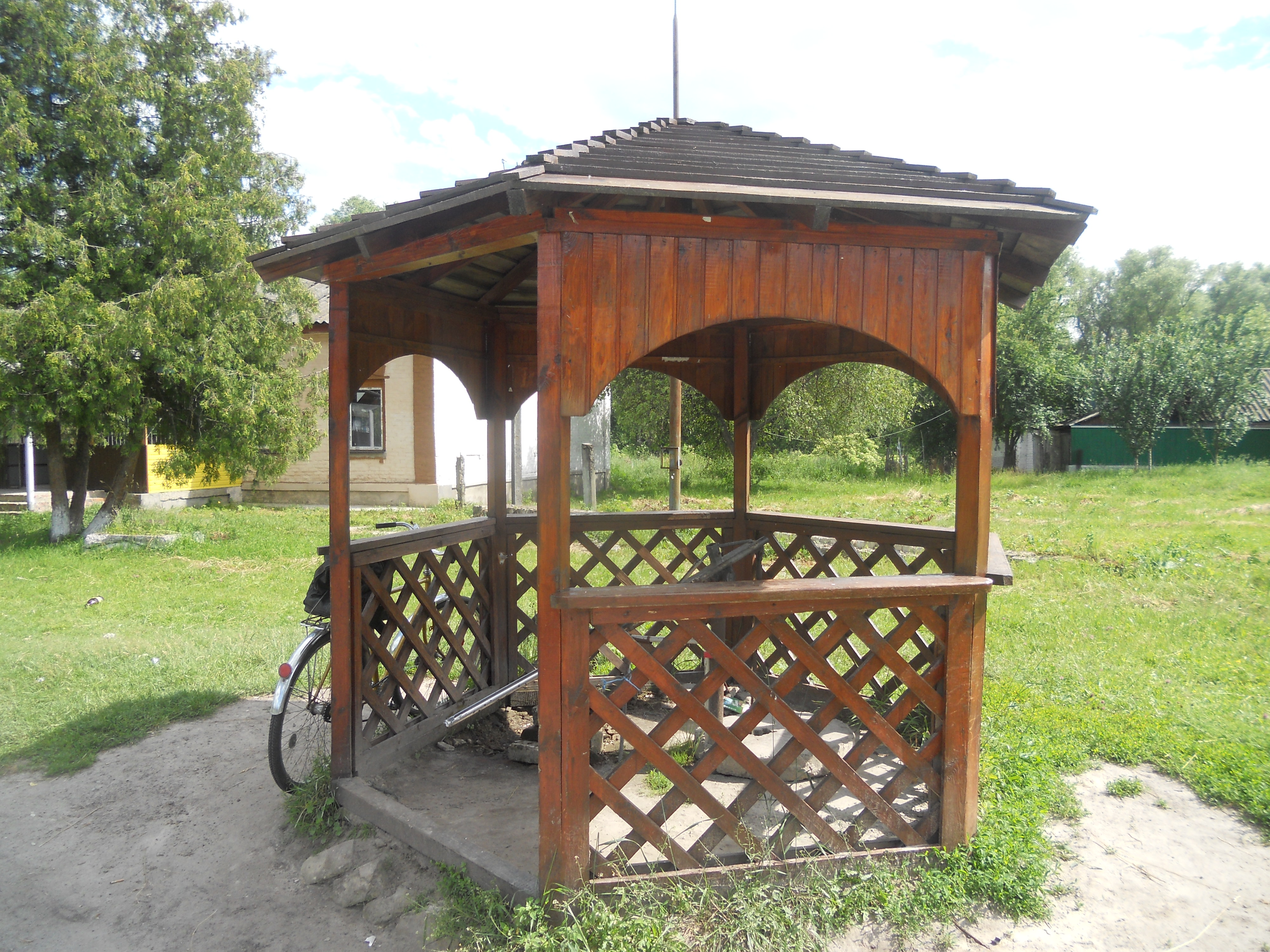
Бесідка-бювет в центрі села
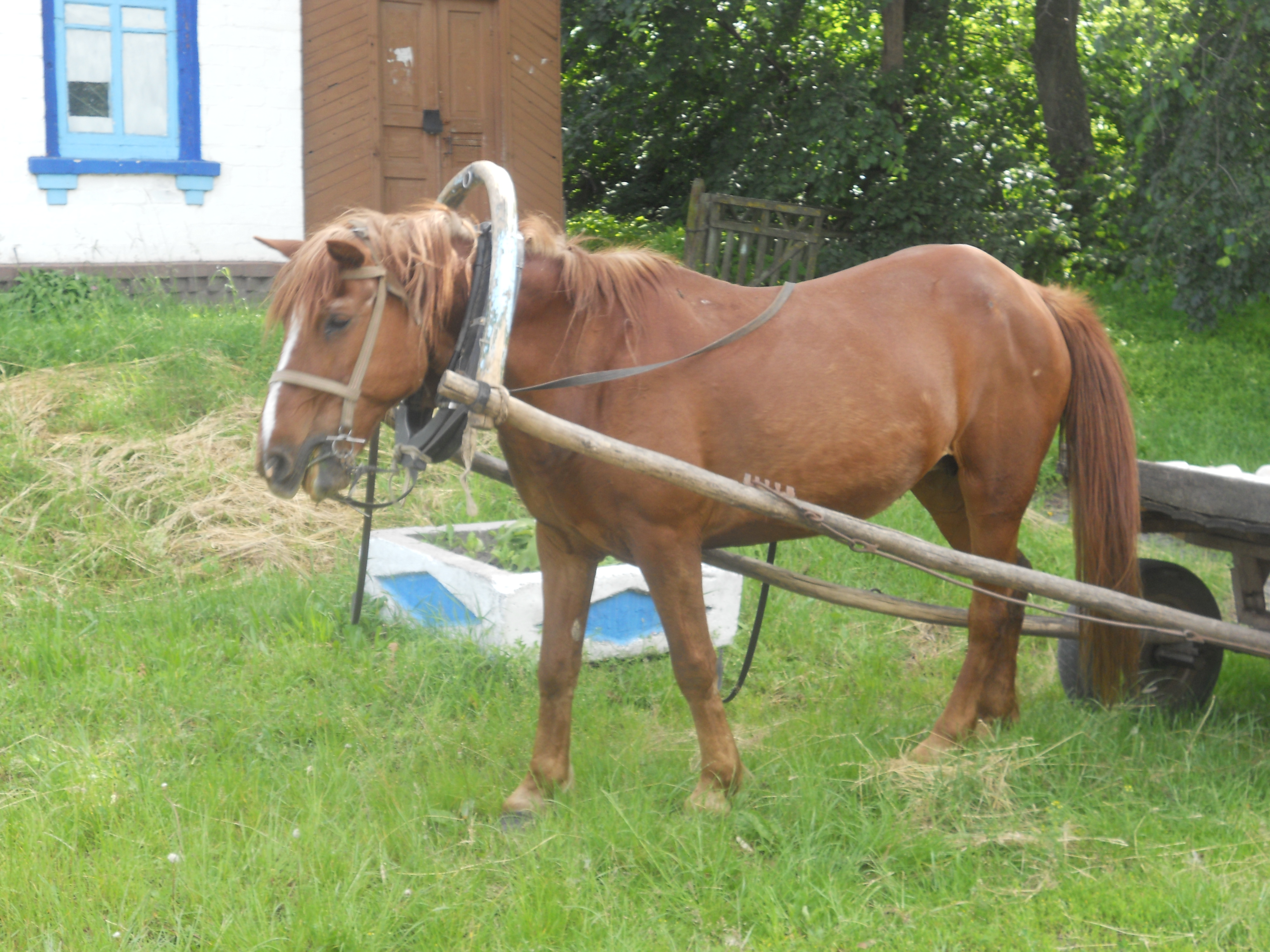
В селі досить активно використовують коней
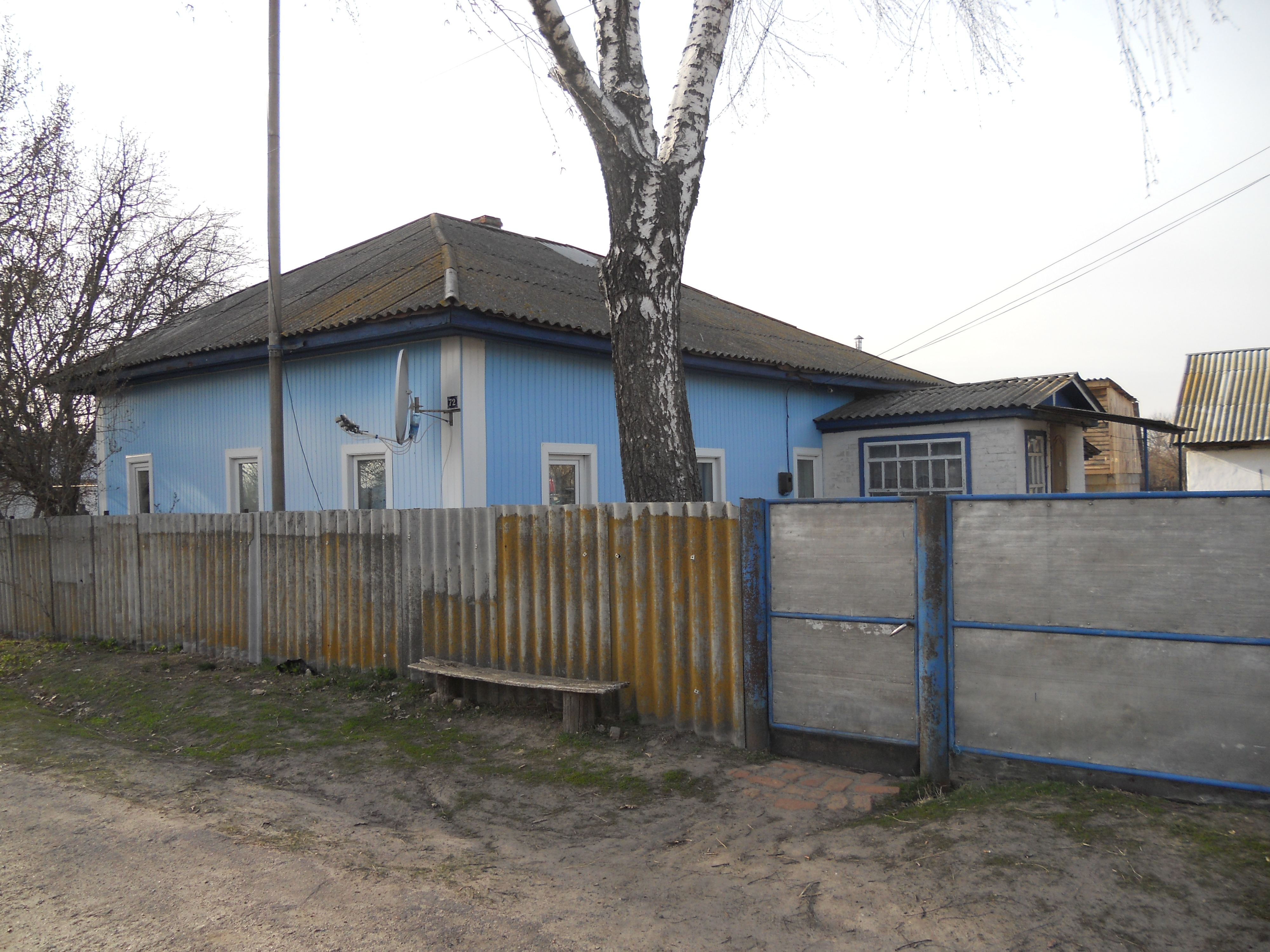
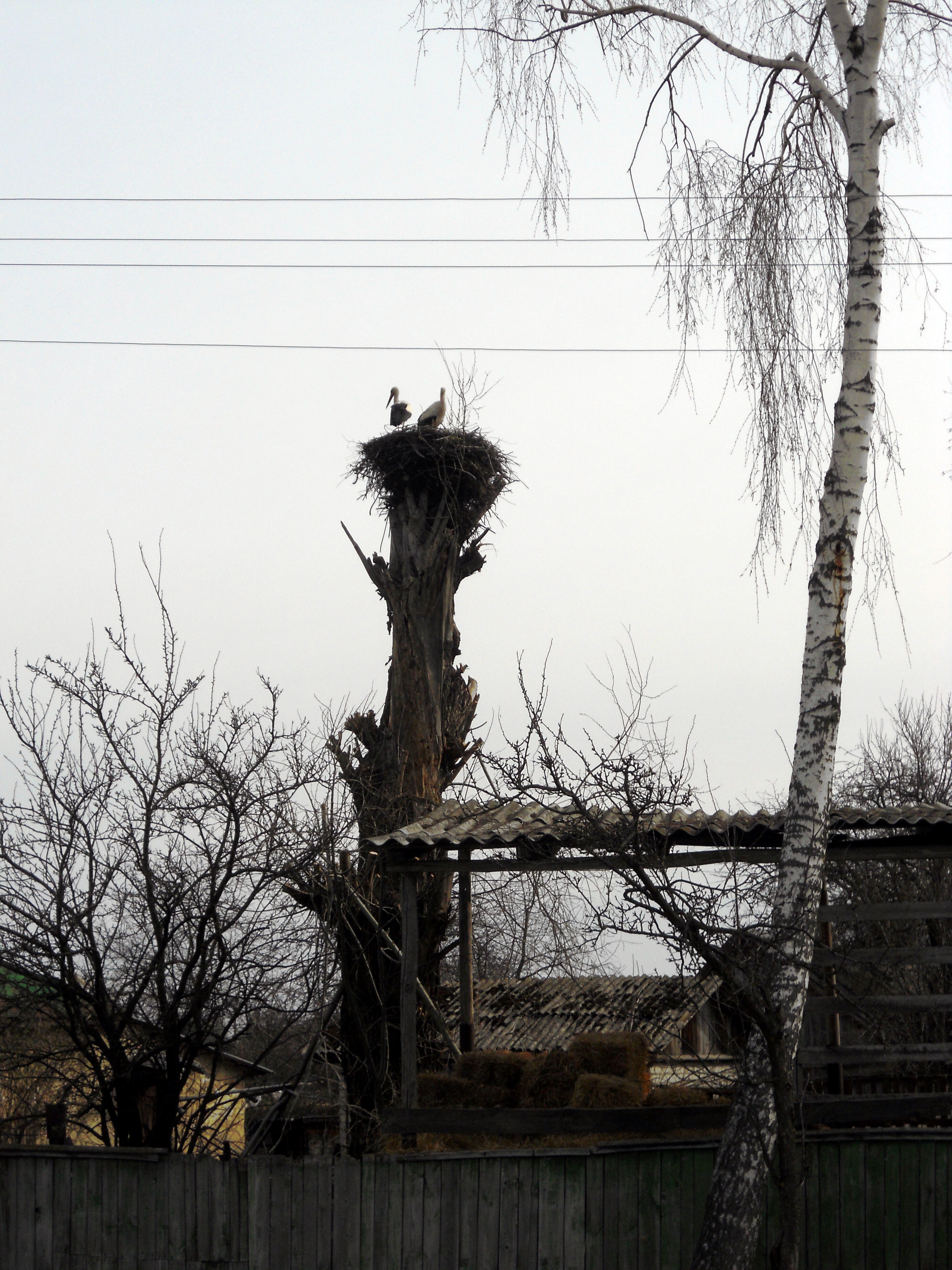
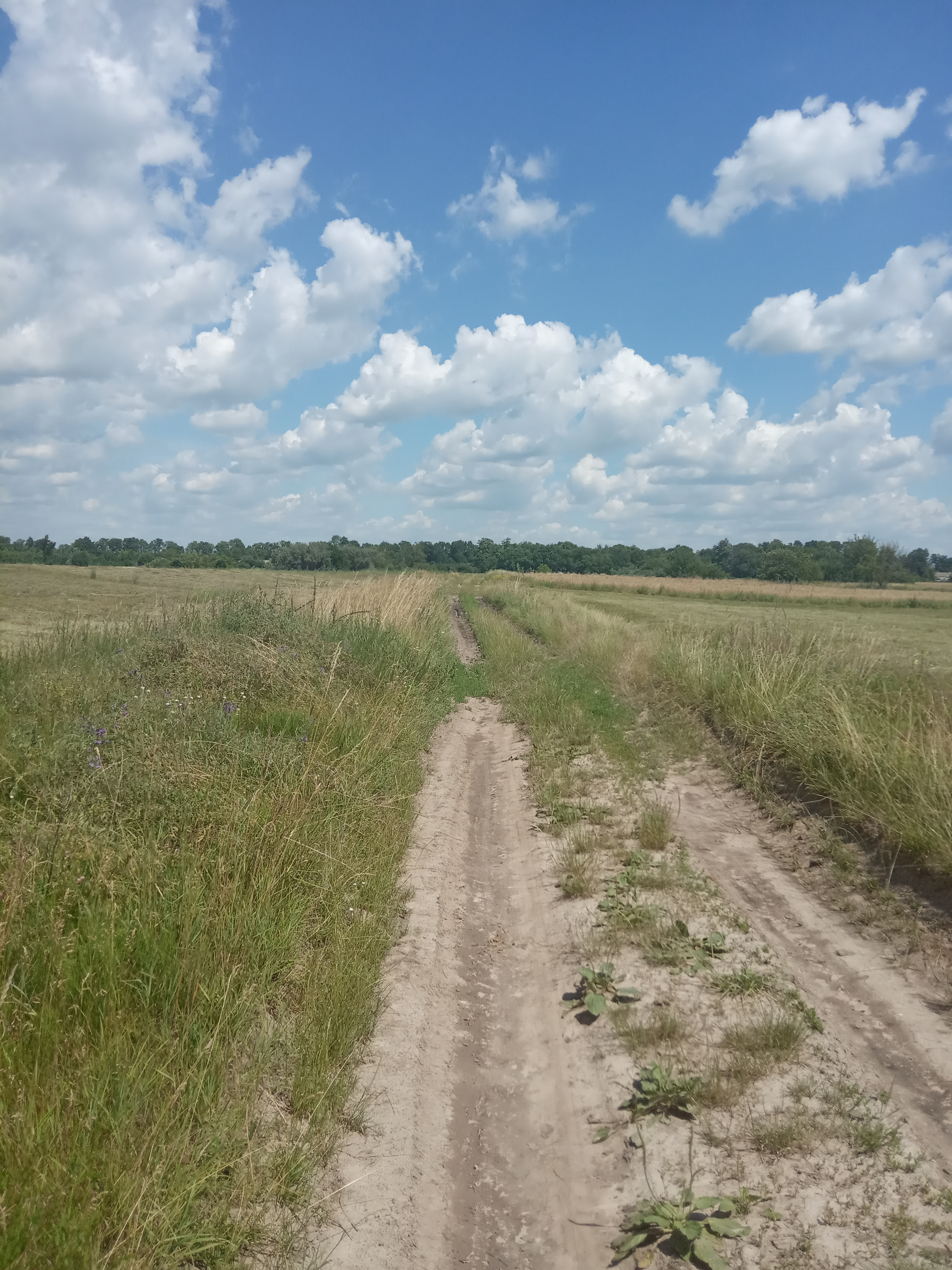
Грунтова дорога через поле до станції
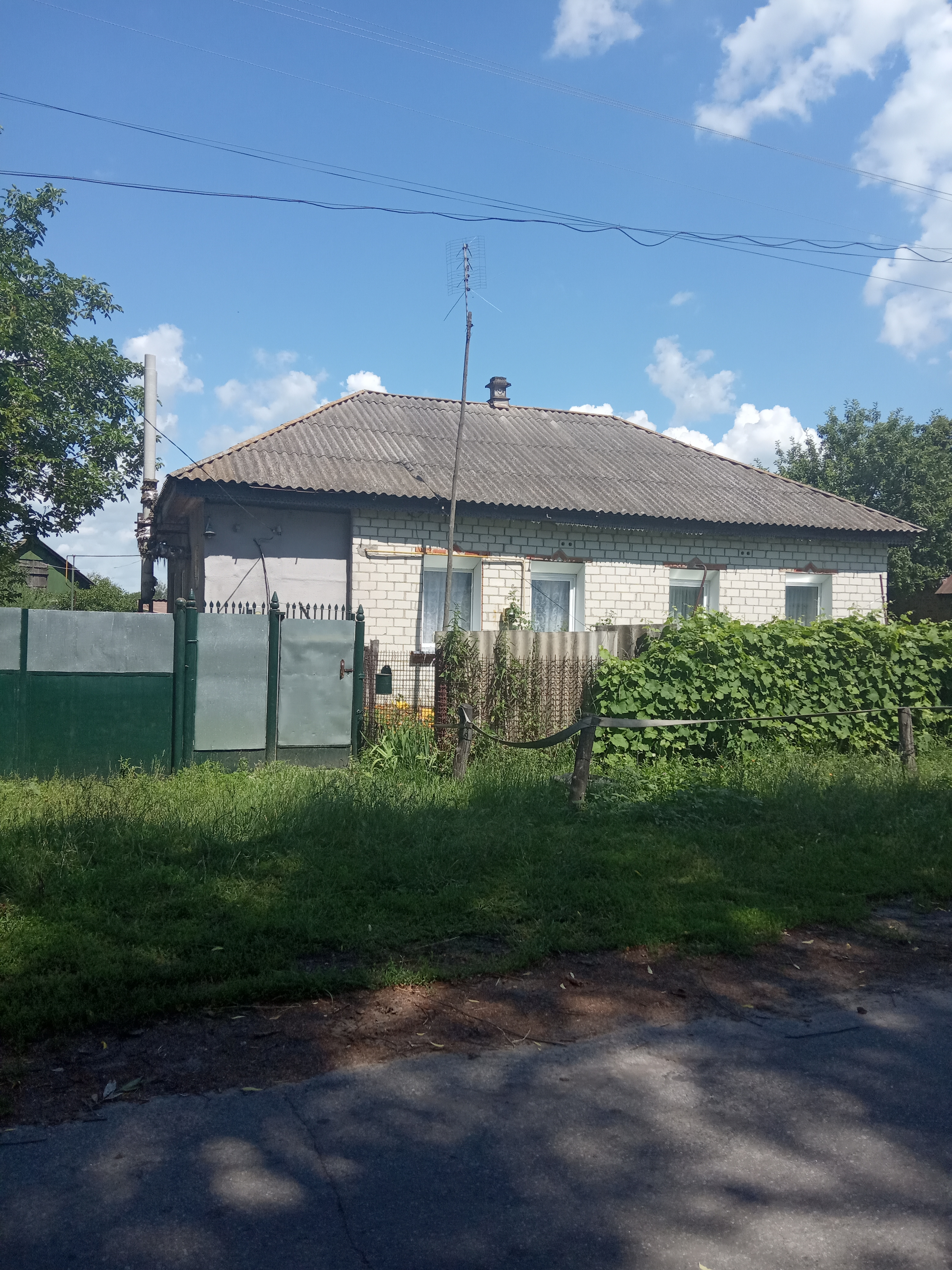
Вулиця Шевченка
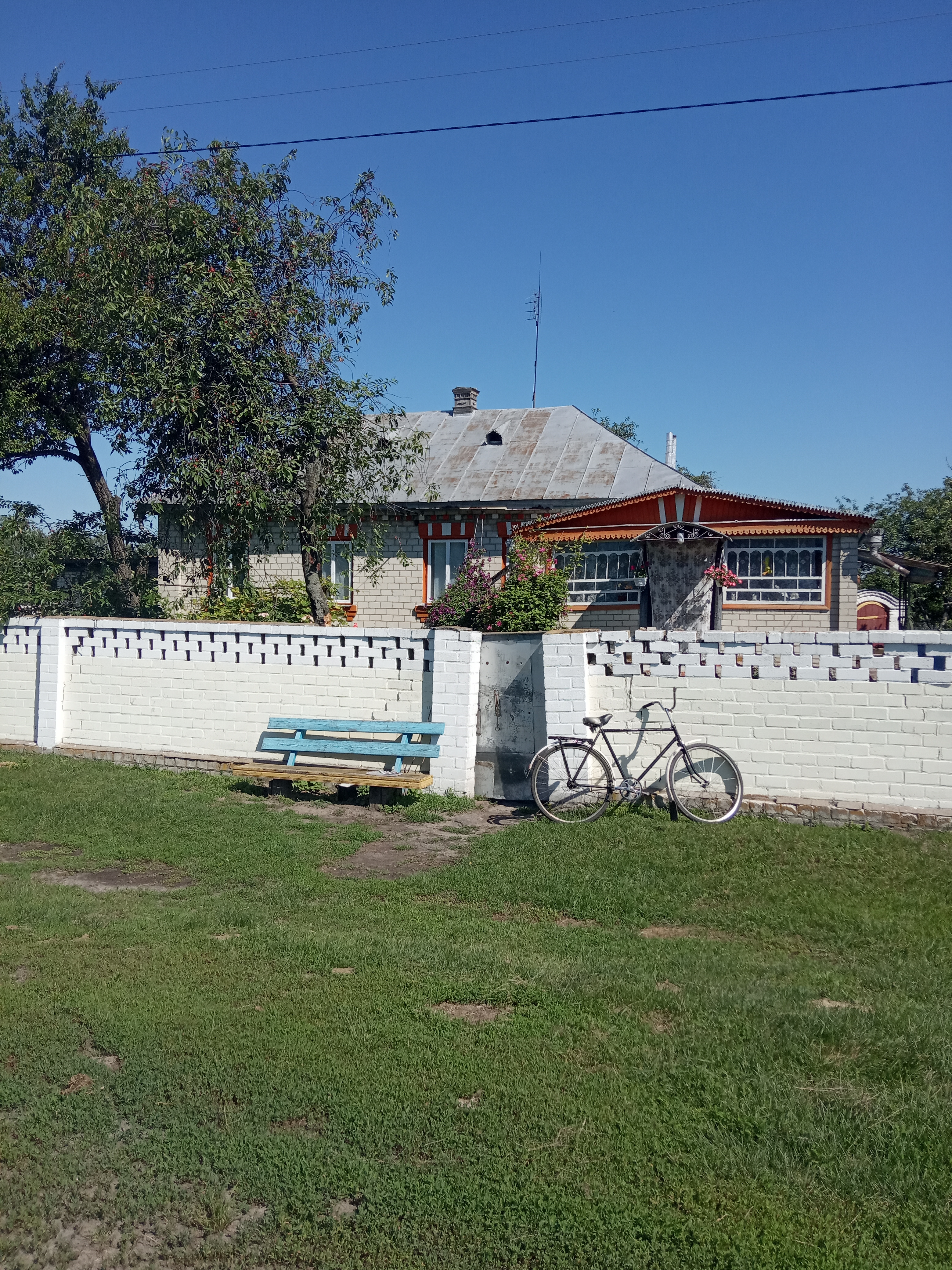
Центральна вулиця
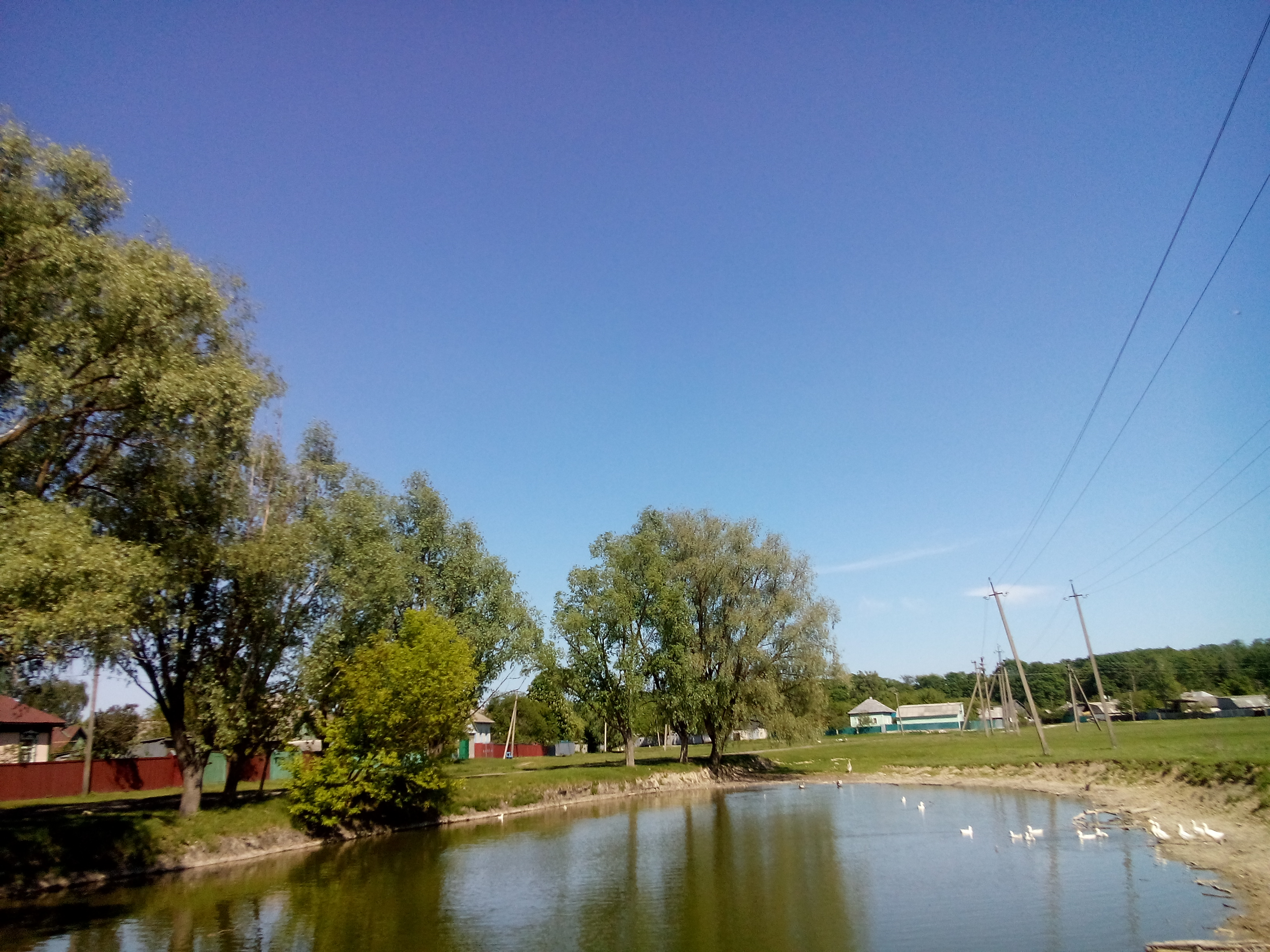
Ставок на східній околиці села